# Heike Warnicke
Heike Warnicke z d. Schalling (ur. 1 czerwca 1966 w Weimarze) – niemiecka łyżwiarka szybka reprezentująca NRD, dwukrotna medalistka olimpijska, dwukrotna medalistka mistrzostw świata i dwukrotna zdobywczyni Pucharu Świata.

## Kariera
Pierwszy sukces w karierze Heike Warnicke osiągnęła w 1990 roku, kiedy zdobyła brązowy medal podczas mistrzostw Europy w Heerenveen. W zawodach tych wyprzedziły ją jedynie dwie rodaczki: Gunda Kleemann i Jacqueline Börner. Rok później była druga zarówno na mistrzostwach Europy w Sarajewie, jak i podczas wielobojowych mistrzostw świata w Hamar. W 1992 roku wzięła udział w igrzyskach olimpijskich w Albertville, zdobywając srebrne medale na dystansach 3000 i 5000 m. W obu biegach wyprzedziła ja tylko Gunda Kleemann. W tym samym roku zajęła też trzecie miejsce na mistrzostwach Europy w Heerenveen. Ostatnie medale zdobyła w 1993 roku zajmując drugie miejsce na mistrzostwach Europy w Heerenveen i trzecie na wielobojowych mistrzostwach świata w Berlinie. Brała też udział w igrzyskach olimpijskich w Lillehammer w 1994 roku i rozgrywanych cztery lata później igrzyskach w Nagano, jednak ani razu nie znalazła się w czołowej dziesiątce. Kilkakrotnie stawała na podium zawodów Pucharu Świata, odnosząc przy tym pięć zwycięstw. Najlepsze wyniki osiągnęła w sezonach 1988/1989 1990/1991, kiedy zwyciężyła w klasyfikacji końcowej 3000 m/5000 m. W klasyfikacji tej była też druga w sezonie 1992/1993 oraz trzecia w sezonach 1989/1990 i 1991/1992. Ponadto w sezonach 1990/1991 i 1992/1993 zajmowała trzecie miejsce w klasyfikacji 1500 m.
W 1990 roku wyszła za mąż i od tej pory startowała pod nazwiskiem Heike Warnicke.